# María Novaro
María Novaro (en español: ⓘ) (Ciudad de México, México; 11 de septiembre de 1950) es una reconocida cineasta, guionista, editora y productora de cine mexicana, conocida por su segundo largometraje, Danzón.
De 2018 a 2024 se desempeñó como directora del Instituto Mexicano de Cinematografía como parte del gabinete cultural de Andrés Manuel López Obrador, encabezado por la secretaria de Cultura Alejandra Frausto Guerrero. A partir de septiembre de 2024 deja su cargo a la productora y directora Daniela Elena Alatorre Benard.

## Biografía y obra
María Novaro es la cuarta de cinco hijos de la pareja formada por el poeta Octavio Novaro, hijo de migrantes italianos provenientes de Liguria, y María Luisa Peñalosa. 
María Novaro estudió sociología en la Facultad de Ciencias Políticas y Sociales de la Universidad Nacional Autónoma de México (UNAM) (1971-76), y fue asistente de Alaíde Foppa en la cátedra de sociología de la mujer, en la UNAM. Se inició en el cine a finales de los setenta participando con el Colectivo Cine Mujer en la realización de documentales feministas en formato de 16 mm. Como resultado de esta experiencia, estudió cine desde 1980 hasta 1985 en el Centro Universitario de Estudios Cinematográficos (CUEC). Cursó los talleres de dirección de actores y de guion en el Sundance Institute de Utah, y fue becaria de la Escuela Internacional de Cine y Televisión en San Antonio de los Baños, Cuba (en el Taller de proyectos encabezado por Gabriel García Márquez y Robert Redford). En este taller desarrolló su primer guion de largometraje, Lola.
Novaro es guionista de todas sus películas, y tres de ellas fueron escritas en colaboración con su hermana Beatriz Novaro.  

### Filmografía
Lola (1989) es una película que tiene como escenario las huellas aún visibles del terremoto de 1985 en la Ciudad de México. Fue producida con el apoyo financiero de la Televisión Española después de ganar en un concurso abierto para toda Latinoamérica. Recibió el premio Oficina Católica Internacional del Cine en el fórum del Festival de Berlín en 1991; el Premio Coral a la Mejor ópera prima del Festival de La Habana, y cuatro premios Ariel, entre ellos los de Mejor ópera prima y de Mejor guion. También ganó Mejor ópera prima y Mejor guion en el Festival Latino de Nueva York.
Novaro se dio a conocer internacionalmente con su segundo largometraje Danzón (1991), presentado con mucho éxito en La Quincena de Realizadores del Festival de Cannes. Danzón fue la primera película mexicana presente en este festival después de más de quince años, recibió muy buena crítica internacional y se vio en más de cuarenta países. En Francia fue distribuida por Amorces Diffusion y estuvo en las carteleras parisinas durante seis meses. En los Estados Unidos fue distribuida por Sony Pictures. Estuvo nominada a los premios Independent Spirit y recibió los premios a la Mejor película y al Mejor guion en el Festival latinoamericano de Nueva York fundado por Joseph Papp. El Premio Coral y el Premio Diva en el Festival Internacional de Nuevo Cine Latinoamericano de La Habana, Cuba y el Premio a la Mejor película iberoamericana en el Festival Cinematográfico Internacional del Uruguay. La protagonista de Danzón, María Rojo, obtuvo el premio a la Mejor actriz en el Festival de Valladolid, entre otros reconocimientos.
El jardín del edén (1994) es una película filmada en Tijuana y sus alrededores a ambos lados de la frontera entre México y Estados Unidos. Fue una coproducción con Francia y con Canadá. Estrenada en el Festival de Venecia de 1994, tuvo una amplia distribución europea. Obtuvo un premio Coral en La Habana, el premio Glauber Rocha de la crítica especializada latinoamericana, y el premio al mejor actor en el Festival de Cartagena (a Bruno Bichir). La película contó con poca exhibición en México.
Sin dejar huella (2000) es una película de carretera que filmada en un largo recorrido desde Ciudad Juárez hasta la costa del Caribe mexicano en Quintana Roo. Protagonizada por Tiaré Scanda y Aitana Sánchez-Gijón, fue una coproducción con España y tuvo su estreno mundial en San Sebastián. Premiada como mejor película latinoamericana en el Festival de Sundance de 2001, obtuvo también el premio del público en el Festival Latino de Los Ángeles, el premio del público en el Festival de Guadalajara y el premio de la crítica. Obtuvo dos premios Ariel: a mejor fotografía y mejores efectos especiales.
Las buenas hierbas (2010), protagonizada por Úrsula Pruneda, Ofelia Medina y Ana Ofelia Murguía, se estrenó en el Festival de Roma,  en donde obtuvo el premio a la mejor interpretación femenina (compartido a sus tres protagonistas). Obtuvo ocho premios Maguey en el Festival de Guadalajara, incluido el premio del público a la mejor película, al mejor guion, mejor actuación femenina (Úrsula Pruneda) y mejor fotografía, entre otros. Recibió dos premios, Mejor guion y Mejor actuación femenina, en el Festival de Cine del Amazonas  y dos Premios Ariel: Mejor coactuación femenina para Ofelia Medina y Mejores efectos visuales para Alejandro Valle. En el Festival de Santo Domingo recibió el galardón mejor música (La Lengua). Distribuida sobre todo en países asiáticos, estuvo en cartelera comercial durante más de un año en varias ciudades del Japón.
Uno de sus primeros cortometrajes (un trabajo escolar: Una isla rodeada de agua, de 1984) fue adquirido por el Museo de Arte Moderno de Nueva York para su colección permanente de cine y fue distribuida en Estados Unidos por Women Make Movies. Obtuvo una mención especial del jurado en el Festival de Cortometrajes de Clermont–Ferrand, y el Ariel al Mejor Cortometraje de Ficción.  Azul celeste (1987) es un mediometraje de 40 minutos que originalmente formaba parte de la película Historias de ciudad (producida por el Departamento de Actividades Cinematográficas de la UNAM). Como un film independiente obtuvo el Premio Danzante de Oro a la Mejor película en el Festival de Cine de Huesca, y también el premio Quinto Centenario, además de quedar nominada a un Ariel. Otros cortometrajes destacados en su filmografía son: Sin miedo (2010), La morena (2004, también Mejor Película en Huesca), y Otoñal (1995) estrenada en el Festival de Venecia en la sección Finestre Sulle Imagini. 
Tesoros (2017) es su largometraje más reciente y es una película para niños que fue filmada en una comunidad de la Costa Grande del estado de Guerrero. Su estreno mundial fue en el Festival de Berlín, en la sección Generation. Ganó el premio a la Mejor película para familias en el Festival de Cine de San Diego y está programada en muchos festivales más.

### Trabajo en la docencia y producción
Novaro ha impartido cursos y talleres de cine desde 1996, en el CUEC, el CCC (Centro de Capacitación Cinematográfica), en la Universidad de Nuevo México en Albuquerque, en la Universidad de Texas, en la Columbia University, en SAE Institute-México y en varios estados de México como Chiapas, Sonora y Nuevo León. Ha contribuido así a la formación de varias generaciones de cineastas en México.
En 2006 fundó, junto con un grupo de jóvenes cineastas egresados del CCC y exalumnos suyos, la casa productora Axolote Cine, la cual ha producido Los Últimos Cristeros, Wadley y El Calambre, de Matías Meyer, Tormentero y Cefalópodo, de Rubén Imaz, Extraño pero verdadero, y Malaventura, de Michel Lipkes, Calle López de Gerardo Barroso y Lisa Tillinger, Mosca y La Nación Interior, de Bulmaro Osornio, Las Marimbas del Infierno, de Julio Hernández. Axolote Cine fue también la casa productora de Las buenas hierbas.
En 2007 produjo, junto con Laura Imperiale, la película Quemar las naves de Francisco Franco Alba.
Para su película más reciente, Tesoros, fundó la casa productora Cine Ermitaño.

### Trabajo en el IMCINE
| Predecesor: Jorge Sánchez Sosa | Directora general del Instituto Mexicano de Cinematografía 2018 - 2023 | Sucesor: Daniela Elena Alatorre Benard |

En 2018, al inicio de la presidencia de Andrés Manuel López Obrador, Novaro fue designada como directora del Instituto Mexicano de Cinematografía, dentro del gabinete cultural. Su designación fue respaldada por la comunidad cinematográfica a pesar de las controversias machistas dentro de la industria del cine mexicano y se realizaron protestas para respaldar su designación y detener la misoginia en su contra al aseverar que Novaro no tenía méritos propios para dirigir el Instituto Nacional. El novedoso e incluyente proyecto ECAMC así como el Anuario 2023 publicado por IMCINE pueden ser consultados para ver los resultados de su gestión, que la DIrectora de Danzón ha dicho que la promoción de la cinematografía mexicana ha sido una "batalla titánica" contra los grandes monopolios norteamericanos.

## Reconocimientos
Novaro ganó la Beca Guggenheim (2005), la Beca Gateways (2003), la Beca Rockefeller-MacArthur (1992-93) y ha sido miembro del Sistema Nacional de Creadores en México en varios períodos. Miembro de la Academy of Motion Picture Arts and Sciences (USA), de las Academia de Cine de España y de Academia Mexicana de Artes y Ciencias Cinematográficas en México.
Se han hecho retrospectivas y homenajes a su trabajo: en Casa de América, Madrid (2010), un Homenaje a su Trayectoria Artística en el Festival Internacional de Cine de Monterrey (2009), el reconocimiento MUSA otorgado por Mujeres en el Cine y la Televisión A.C. en el marco del Festival Internacional de Cine de Guanajuato (2013) y una muestra retrospectiva compartida con Werner Herzog y Apichatpong Weerasethakul dentro del Festival Internacional de Cine de Kerala (2010), entre otros.

## Filmografía
Dentro de sus actividades en la industria del cine ha trabajado como directora de cine, cinefotógrafa, editora, guionista y productora.
| Año  | Título                      | Notas                                              |
| ---- | --------------------------- | -------------------------------------------------- |
| 2017 | Tesoros                     |                                                    |
| 2010 | Sin Miedo                   |                                                    |
|      | Las buenas hierbas          |                                                    |
| 2006 | La Morena                   | Cortometraje                                       |
|      | Traducción simultánea       | Cortometraje                                       |
| 2000 | Sin Dejar Huella            |                                                    |
|      | Enredando Sombras           | Segmento 'Cuando comenzamos a hablar: Santa'       |
| 1994 | El jardín del Edén          |                                                    |
| 1993 | Otoñal                      |                                                    |
| 1991 | Danzón                      |                                                    |
| 1989 | Lola                        |                                                    |
| 1988 | Historias de la ciudad      | Segmento 'Azul celeste'                            |
| 1986 | Una isla rodeada de agua    | Cortometraje                                       |
| 1985 | Pervertida                  | Cortometraje                                       |
| 1983 | Querida Carmen              | Cortometraje                                       |
| 1982 | 7 a.m.                      | Cortometraje                                       |
| 1981 | Conmigo la pasarás muy bien | Cortometraje                                       |
| 1980 | Los lavaderos               | Cortometraje                                       |
| 1980 | Sobre las olas              | Cortometraje                                       |
| 1980 | De encaje y azúcar          | Cortometraje                                       |
| 1978 | Es primera vez              | Documentales realizados en el Colectivo Cine Mujer |
| 1978 | Vida de ángel               | Documentales realizados en el Colectivo Cine Mujer |